# هو شولی
هو شولی (انگلیسی: Hu Shuli؛ زادهٔ ۱ ژانویهٔ ۱۹۵۳) روزنامه‌نگار اهل چین است. او بنیانگذار و ناشر کایکسین مدیا است. وی همچنین استاد دانشکده ارتباطات و طراحی در دانشگاه سون یات سن و استاد کمکی دانشکده روزنامه‌نگاری و ارتباطات در دانشگاه رنمین چین است.
اولین شماره هفته‌نامه قرن در ۴ ژانویه ۲۰۱۰ توسط کایکسین منتشر شد.
هو شولی به عنوان عضو هیئت مشورتی تحریریه رویترز و عضو شورای رسانه بین‌المللی مجمع جهانی اقتصاد نیز فعالیت می‌کند. وی عضو هیئت مدیره جهانی وون یونایتد و همچنین هیئت امنای گروه بین‌المللی بحران در سراسر جهان می‌باشد.

## زندگی‌نامه و فعالیت حرفه‌ای
هو شولی در خانواده‌ای که اغلب از روزنامه‌نگاران برجسته چین هستند در پکن متولد شد:
پدربزرگش، هو ژونگ چی، مترجم و ویراستار مشهوری در شن بائو قدیمی‌ترین روزنامه چینی بود و برادر بزرگترش هو یوژی (۱۸۹۶–۱۹۸۶)، یکی از طرفداران اولیه اصلاحات زبان بود که با استفاده از اسپرانتو در نگارش سبک واقعی‌گرایی (ادبیات) و انتشار آن در چین نقش داشتند. مادر او، هو لینگزنگ، سردبیر ارشد روزنامه کارگر بود. پدرش، کائو چی فنگ، در یک اتحادیه صنفی رتبه متوسطی داشت.
هو شولی در مدرسه معتبر ۱۰۱ پکن به تحصیل پرداخت. در انقلاب فرهنگی چین خانواده او را مورد انتقاد قرار گرفتند (مادرش حصر خانگی شد). او به ارتش سرخ چین پیوست و در سراسر کشور سفر کرد، و تلاش نمود به بهترین شکل ممکن آموزش کسب کند. پس از دو سال او به ارتش آزادیبخش خلق پیوست، مجدداً در ۱۹۷۸ که رفتن به کلاسهای کالج را از سر گرفت موفق شد به دانشگاه چینهوا راه یابد. او در ۱۹۸۲ در رشته روزنامه‌نگاری فارغ‌التحصیل شد. شولی همچنین در ۱۹۹۴ به عنوان عضو روزنامه‌نگاری شوالیه در دانشگاه استنفورد در رشته اقتصاد توسعه به تحصیل پرداخت و از طریق دانشگاه فوردهام و مرکز تحقیقات اقتصادی چین در دانشگاه پکن در سال ۲۰۰۲ موفق به کسب مدرک مدیریت ارشد کسب‌وکار شد.
او بنیانگذار مجله کایپینگ در ۱۹۹۸ بود. شولی در ۱۹۹۸ همراه با ۹۰ درصد از روزنامه‌نگاران کایپینگ استعفا دادند و چند هفته بعد در پی استعفای دافنی وو چاون‌هوی و استعفای نزدیک به ۷۰ کارمند از بخش بازرگانی، باعث تغییراتی در گروه رسانه‌های جدید و موفقیت آنها شد و در این وضعیت مجله کایکسین به عنوان مدیر مسئول رسانه، وضعیت رسانه‌ها را زیر نظر گرفت. دایان وکا در جنبش صدای زنان برای تغییر از وبلاگ‌نویس چینی هکایتو در مورد هو شولی نقل قول کرده‌است: «قلم او به تیغ خون آلود است و لباسش بوی باروت می‌دهد.»
وی همچنین برندهٔ جوایزی همچون فلو (همکار علمی) شده‌است.

## به رسمیت شناختن
- در ۲۰۱۷، هو به عنوان یکی از بزرگ‌ترین رهبران جهان توسط مجله فورچن انتخاب شد.[۷]
- در ۲۰۱۶، وی از دانشگاه پرینستون مدرک دکترای افتخاری دریافت کرد.[۸]
- وی در ۲۰۱۴جایزه رومن مگ‌سی سی و در ۲۰۱۲ مدال افتخار میزوری را به خاطر خدمات برجسته‌اش در روزنامه‌نگاری دریافت کرد.
- مجله تایم هو را در فهرست ۱۰۰نفر از تأثیرگذارترین خبرنگاران برتر سال ۲۰۱۱ قرار داد.
- او دو بار در ۲۰۰۹ و ۲۰۱۰ توسط مجله فارن پالیسی به عنوان یکی از ۱۰۰ متفکر برتر جهان معرفی شد.
- در ۲۰۱۱ تیم تحریریه کایکسین تحت رهبری وی برنده جایزه روزنامه‌نگاری شورنشتاین از دانشگاه استنفورد شد.
- در ۲۰۱۱، وی برنده جایزه روزنامه‌نگاری هیسینگ یون تایوان شد.
- در ۲۰۰۷، هو جایزه لویی- لئون کوگوت را برای وجدان و یکپارچگی در روزنامه‌نگاری از بنیاد نیمان از دانشگاه هاروارد دریافت کرد.
- در ۲۰۰۶، فایننشال تایمز هو را به عنوان قدرتمندترین مفسر چین خواند و وال استریت ژورنال از وی به عنوان یکی از ده زن نمونه آسیا نام برد.
- هو در ۲۰۰۳ توسط ورلد پرس رویو به عنوان سردبیر بین‌المللی سال و در ۲۰۰۱ توسط مجله بیزینس ویک به عنوان یکی از پنجاه ستاره آسیا انتخاب شد.